# Ashes of Three
Pour plus de détails, voir Fiche technique et Distribution.
Ashes of Three est un film muet américain réalisé par Allan Dwan et sorti en 1913.

## Synopsis
Bud Halworth est un paria, peu sûr de lui-même. Il est confié à une femme dont le fils vient d'être tué. Elle reporte tout son amour maternel sur lui, ce qui lui permet de devenir un homme...

## Fiche technique
- Titre original : Ashes of Three
- Réalisation : Allan Dwan
- Scénario : Stewart Edward White
- Société de production : American Film Manufacturing Company
- Sociétés de distribution : Mutual Film
- Pays de production :  États-Unis
- Langue originale : Anglais
- Format : Noir et blanc - 1,33:1 ; 35 mm - Son : Muet
- Genre : Drame
- Durée : 22 minutes
- Date de sortie : 
  - États-Unis : 26 mai 1913

## Distribution
- J. Warren Kerrigan : Bud Halworth
- Louise Lester : Mme Halworth
- Edward Coxen : Ed, le shérif
- Charlotte Burton : Mère de Ed
- Jack Richardson : Le chef de la ville
- George Periolat : « La Terreur »
- George Field (en) : L'infirme
- Nell Franzen (en)